# Friederike Mayröcker

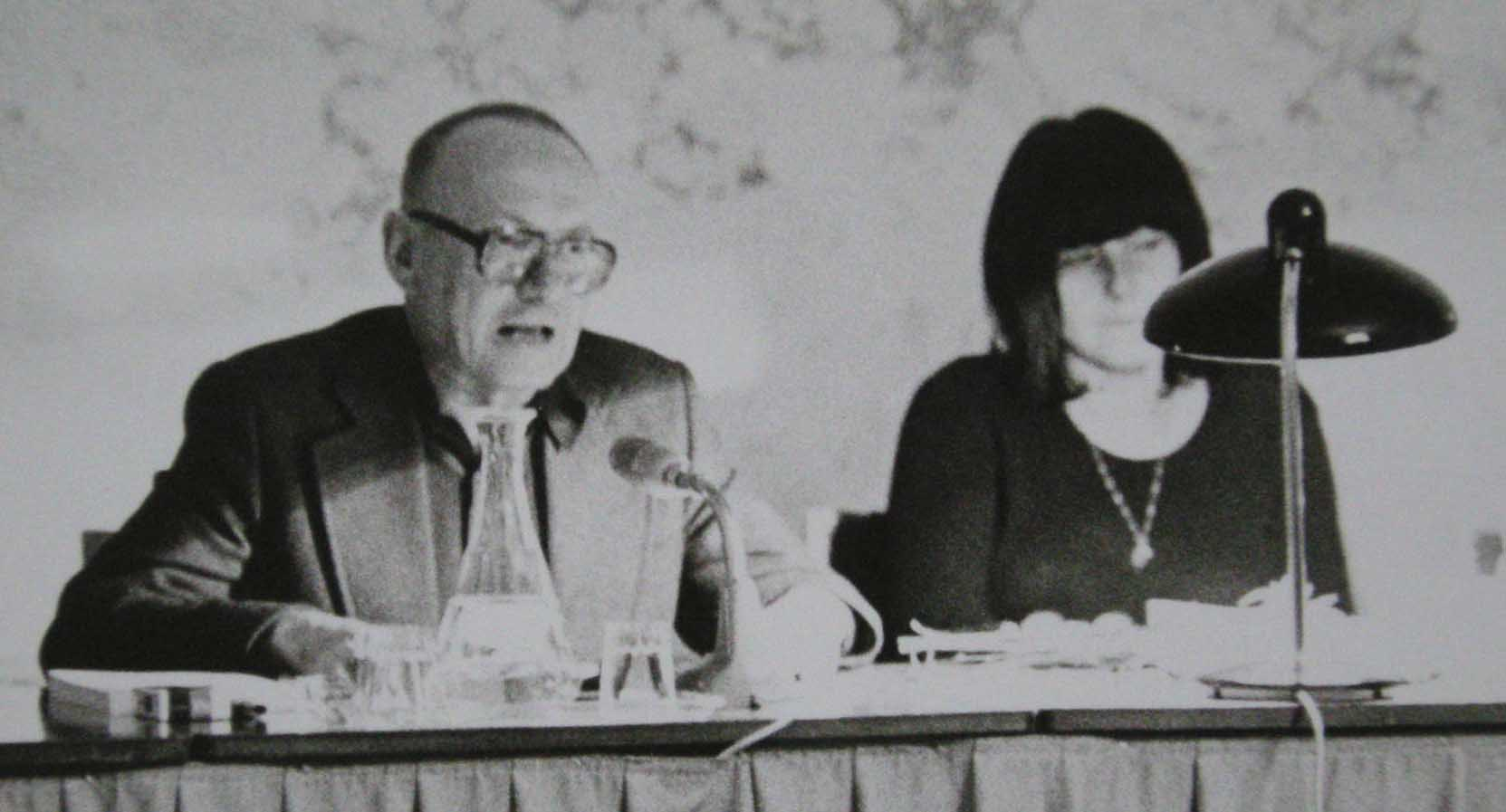
Ernst Jandl e Friederike Mayröcker, leitura pública em Viena, Áustria, 1974.

Friederike Mayröcker (Viena, 20 de dezembro de 1924 – 4 de junho de 2021) foi uma poetisa austríaca, uma das mais respeitadas autoras em língua alemã da atualidade. Conheceu o poeta Ernst Jandl em 1954, com quem viveu até a morte deste, no ano 2000. Próxima ao chamado Grupo de Viena, não se filiou ao grupo, mas usava uma sintaxe anti-convencional. Recebeu o prêmio Georg Büchner em 2001.
Embora aclamada como poetisa, Mayröcker teve uma atuação muito mais ampla, produzindo uma imensa obra que abrangeu quase todos os gêneros literários: romances, memórias, livros infantis, drama e peças de rádio, além, claro, da poesia.
Morreu em 4 de junho de 2021, aos 96 anos de idade, em Viena.

## Obras (seleção)
- Tod durch Musen (1966)
- Winterglück (1985)
- Gesammelte Gedichte (2004)